# 5-я армия (Италия)
5-я армия (итал. 5 Armata) — итальянская армия, принимавшая участие во Второй мировой войне.

## 1-е формирование
5-я армия была сформирована в Ливии 7 сентября 1939 года. Она располагалась в Триполитании на границе с французским Тунисом. 16 февраля 1941 армия была расформирована, её войска переданы Главному управлению войск в Северной Африке. 

## 2-е формирование
Второе формирование 5-й армии существовало с 15 апреля по 5 сентября 1941 года и занимало оборону на территории Ливии от Бенгази до границы с Тунисом.

## 3-е формирование
10 апреля 1942 года армия была вновь сформирована уже на территории Италии во Флоренции. В последующие месяцы части армии занимали оборону в Тоскане и Сардинии, в ноябре 1942 оккупировали французский остров Корсика. После капитуляции Италии (8 сентября 1943) 5-я армия прекратила существование, большая часть солдат попала в немецкий плен.

## Командующие армией
- генерал Итало Гарибольди (1939 - 1941)
- генерал Марио Карациоло ди Феролето (1941, 1942-1943)